# Márcio Moreira Alves
Márcio Emanuel Moreira Alves OMM (Rio de Janeiro, 14 de julho de 1936 — Rio de Janeiro, 3 de abril de 2009) foi um acadêmico, advogado, cientista político e jornalista brasileiro, ex-membro do Partido do Movimento Democrático Brasileiro (PMDB). Pela Guanabara, foi deputado federal até ter seu mandato cassado.

## Biografia
Era filho do ex-prefeito da cidade fluminense de Petrópolis Márcio Honorato Moreira Alves. Sua família era proprietária do Hotel Ambassador, no Rio de Janeiro, onde funcionou o Juca's Bar, ponto de encontro de intelectuais e políticos na década de 1960.
Começou sua carreira no jornalismo aos dezessete anos, como repórter no jornal Correio da Manhã, e foi premiado com o Prêmio Esso de Jornalismo pela sua matéria a respeito da crise política de Alagoas em 1957. Entre 1958 e 1963, cursou a Faculdade de Direito da Universidade do Estado da Guanabara (atual UERJ). Foi assessor do ministro das Relações Exteriores entre 1961 e 1962, San Tiago Dantas.

### Ativismo político
Membro da oposição ao governo do presidente João Goulart, apoiou o Golpe Militar de 1964. Porém, passou a se opor ao regime militar instituído pelo golpe depois da edição do Ato Institucional Número Um (AI-1) e passou a comandar uma forte campanha denunciando a prática de torturas contra presos políticos no Brasil.
Marcito, como era conhecido, participou em 1965 de uma manifestação promovida por intelectuais e estudantes no Rio de Janeiro em frente ao Hotel Glória, onde se reunia o Conselho da Organização dos Estados Americanos. Esta organização internacional, à época, vinha servindo praticamente para facilitar o controle das ditaduras militares na América Latina pelos Estados Unidos. Neste dia, estaria presente para a abertura da reunião o marechal Humberto Castelo Branco, presidente imposto pelo golpe militar. Houve a manifestação e o DOPS, o órgão de repressão política, prendeu várias personalidades. Márcio Moreira Alves não havia sido preso, mas logo correu atrás da viatura da polícia e exigiu seguir junto de seus companheiros de protesto e ideias.[carece de fontes?]
Em outubro de 1967, participou da comissão parlamentar que visitou presos políticos em Juiz de Fora e encontrou onze vítimas de torturas realizadas por militares agindo dentro de quartéis do Exército Brasileiro. Era o terceiro ano da luta de Moreira Alves contra a tortura, tendo denunciado o general Ernesto Geisel como "mancomunado com um bando de sádicos".
É lembrado como o provocador do AI-5, ao proferir no início de setembro de 1968, como deputado, um discurso no Congresso Nacional em que convocava um boicote às comemorações do Dia da Independência do Brasil e solicitava às jovens brasileiras que não namorassem oficiais do Exército. Em função do tom, considerado radical, de seu discurso, o Ministro da Justiça Luís Antônio da Gama e Silva enviou à Câmara de Deputados um pedido de autorização para que o deputado Márcio Moreira Alves fosse processado, mas, em votação realizada em 12 de dezembro, o pedido do governo foi rejeitado por 216 a 141, com quinze abstenções. Nesse mesmo dia, Márcio Moreira rapidamente abandonou o recinto da Câmara e desapareceu, exilando-se depois.
A represália do governo foi violenta: na manhã seguinte, foi convocado o Conselho de Segurança Nacional e editado o Ato Institucional Número Cinco, considerado o mais duro ato institucional editado durante o Regime Militar, que deu ao presidente o poder de fechar o Congresso Nacional e as legislaturas estaduais e municipais, governar por decreto e suspender os direitos políticos dos cidadãos. Márcio teve o mandato imediatamente cassado pelo AI-5 e deixou clandestinamente o país ainda em dezembro de 1968, exilando-se no Chile, onde ficou até 1971. Em 1971, foi para Paris, onde se doutorou pelo Instituto de Estudos Políticos de Paris (Sciences Po). Em 1974, mudou-se para Lisboa, onde foi professor do Instituto Superior de Economia. Durante seu exílio, em 1977, chegou a ser indiciado no Brasil em um inquérito instaurado no Departamento de Ordem Política e Social (DOPS) do Rio de Janeiro, acusado de redistribuir ilegalmente no Brasil o livro Suor e alegria: os trabalhadores de Cuba, editado em Portugal. Em 1978, porém, a investigação foi arquivada. Beneficiado pela Lei da Anistia, em 1979, Márcio voltou ao Brasil e passou a colaborar, até 1986, com o jornal Tribuna da Imprensa.

### Vida após o exílio
Com o fim do sistema bipartidário, Márcio filiou-se ao PMDB, sucessor do antigo MDB, e concorreu a uma vaga de deputado federal pelo Rio de Janeiro em novembro de 1982, ficando como suplente. Entre 1982 e 1986, foi assessor de Luís Carlos Bresser Pereira, durante o período em que Bresser era presidente do Banco do Estado de São Paulo e no período em que Bresser era secretário de governo de São Paulo. Em 1987, foi subsecretário de relações internacionais do estado do Rio de Janeiro, durante o governo de Wellington Moreira Franco. Se aposentou da vida pública em 1990, quando se desligou do PMDB e passou a se dedicar ao jornalismo.
Em 1994, foi admitido pelo presidente Itamar Franco à Ordem do Mérito Militar no grau de Oficial especial. Foi comentarista da Rede Manchete e colunista no jornal O Globo até 2008, quando se afastou das funções por problemas de saúde, devido a um acidente vascular cerebral que havia sofrido em outubro de 2008.

### Morte
Márcio Moreira Alves morreu em 3 de abril de 2009, aos 72 anos, depois de 5 meses em que estava internado no Hospital Samaritano, no Rio de Janeiro, vítima de falência múltipla dos órgãos e de uma insuficiência renal e respiratória. Deixou a mulher, a francesa Marie Breux Moreira Alves, e três filhos. Seu corpo foi cremado no Cemitério de São Francisco Xavier, no Caju, na cidade do Rio de Janeiro.

## Obras
- O Cristo do Povo, Sabiá, 1968.
- Un grano de mostaza (El despertar de la revolución brasileña). Premio Casa de las Américas, 1972[13]
- Sábados Azuis: 75 Histórias de Um Brasil que Dá Certo, 2000
- Gostei do Século: Crônicas, 2001
- Brava Gente Brasileira: Crônicas, 2001
- 68 Mudou o Mundo, 1993
- Histórias do Brasil Profundo: Crônicas, 2003